# Ванда Герц
Ванда Ґерц (пол. Wanda Gertz; 13 квітня 1896 – 10 листопада 1958) — полька шляхетного походження, яка розпочала військову кар'єру в польському легіоні під час Першої світової війни, одягнена як чоловік. Згодом вона служила в Жіночому добровільному легіоні) польських збройних сил під час польсько-радянської війни. У міжвоєнний період вона стала офіцером запасу, але зазнала дискримінації та була позбавлена офіцерського звання. Вона тісно співпрацювала з маршалом Пілсудським.
З початком Другої світової війни її досвід та навички спеціальних операцій були визнані військовими, і, приєднавшись до опору в 1939 році під кодовою назвою "Лена", вона стала офіцером і командиром батальйону жіночих військ Армії Крайової. .  Була нагороджена найвищими польськими військовими відзнаками. 

## Ранній період життя та передумови
Народилася Ванда Ґерц фон Шлісс у Варшаві, від Флорентини та Яна Ґерца фон Шлісів. Її сім'я походила з Саксонії. Батько Ґерц воював у Січневому повстанні 1863–64, і Ванда виросла, слухаючи розповіді її батька та його товаришів. Через роки вона написала:
У мене ніколи не було ляльок, лише незліченна кількість іграшкових солдатів, з якими ми гралися зі старшим братом, його друзями. Вже тоді я знала, що високе військове звання не для дівчат. Моєю найгарячішою мрією було стати офіцером. Однак, як дівчина, я могла бути лише рядовою особою. 
У 1913 р. Ванла Ґерц закінчила Кузієнківську гімназію у Варшаві. Потім вона навчалась у бухгалтерії у Варшавській торговій палаті.  Ще навчаючись у школі, вона приєдналася до 4-го загону Емілії Платер. Після початку Першої світової війни в 1914 році вона приєдналася до Конфедерації Польської (Польська конфедерація), національної організації лобістської незалежності. Ґерц поширювала політичні листівки та виготовляла одяг для військовополонених. Потім вона вступила до 4-го варшавського батальйону.

## Перша світова війна
Відрізавши волосся та одягнувшись у чоловічий одяг, Ванда Ґерц представилася в кадровій службі Польського легіону як "Казімєж Зухович". Все пройшло добре до медичного огляду. Однак прихильний лікар пообіцяв допомогти, і їй було призначено служити санітаром. Через кілька тижнів "Казік" був перенаправлений в артилерійський підрозділ, прослужив там півроку і спостерігав за діями під час Брусилівського наступу . Оскільки вона була вершницею,  то могла служити в сигнальному взводі. Після повернення до Варшави у 1917 р.,  Ґерц приєдналася до жіночого відділення підпільної польської військової організації.
8 грудня 1917 року під час демонстрації у Варшаві Ґерц була заарештована і засуджена до шести місяців в'язниці, але, заплативши заставу,  була звільнена через кілька тижнів. Після звільнення вона працювала кур'єром і брала участь у роззброєнні німецьких військ у листопаді 1918 року. У грудні 1918 р. Польща нарешті здобула свою незалежність, і Ґерц приєдналася до Народного ополчення і була призначений до Секції озброєнь у березні 1919 р. 

## Польсько-радянська війна

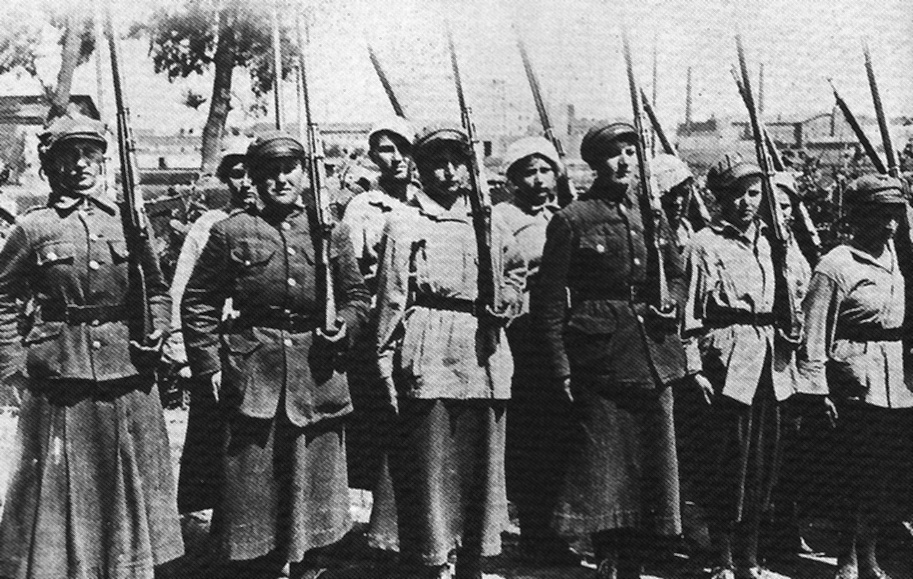
Жінки-добровольці-солдати Війська Польського в 1920 році.

У квітні 1919 р.,  після початку польсько-радянської війни, Ґерц вступила до польської армії і була призначена до 1-ї литовсько-білоруської дивізії. У вересні 1919 року вона була призначена командиром Ochotnicza Legia Kobiet - (2-го жіночого добровольчого легіону) у Вільнюсі. Жіночі легіони відігравали допоміжну роль, зазвичай займаючись лише охороною, але під час боїв за Вільнюс 2-й легіон дійсно бачив дії на фронті, допомагаючи боротися з атаками кавалерійського корпусу Хайка Бжишкіана.  Вона була нагороджена медаллю Віртуті Мілітарі. 
Наприкінці війни в 1921 році Ванда Ґерц була демобілізована і переведена до резервних військ. У 1922 році її звання лейтенанта було "знято" з тієї підстави, що в законі немає жодної основи для жінки в польських збройних силах мати офіцерське звання. З 1923 року вона працювала на машинобудівному підприємстві Koncern Maszynowy SA.  Після смерті Пілсудського в 1935 році вона стала співзасновником музею Белведера, де пробула в керівній ролі до вересня 1939 року. Її вільний час присвячувався іншій військовій діяльності. У 1938 році вона стала скарбником Федерації польських асоціацій захисників Вітчизни . 

## Друга Світова війна
Незабаром після початку Другої світової війни у вересні 1939 року Ґерц була однією з перших жінок, яка приєдналася до руху опору Служби Перемоги Польщі. Вона організовувала підпільні комунікації, виконувала функції кур'єра та була помічником командира дивізії Станіслава Козарського. У квітні 1942 р. Ґерц було наказано створити та командувати новим підрозділом. Його члени здійснювали напади на німецьких військових, аеродроми, поїзди та мости. Їй було присвоєно звання майора у вересні 1944 р. 
Захоплена після повстання, досі відома як майор Казік, Ґерц була узята у полон. Вона пройшла через табори в Ожарові, Ламсдорфі та Мюльберзі, і нарешті наприкінці 1944 року прибула до Молсдорфу, зберігаючи при цьому   повагу серед своїх колег-військовополонених.  5 квітня 1945 року військовополонені Молсдорфа були направлені до сусіднього Бланкенгайна  перш ніж остаточно були звільнені 13 травня 1945 року військами 89-ї піхотної дивізії США . 

## Повоєнне життя

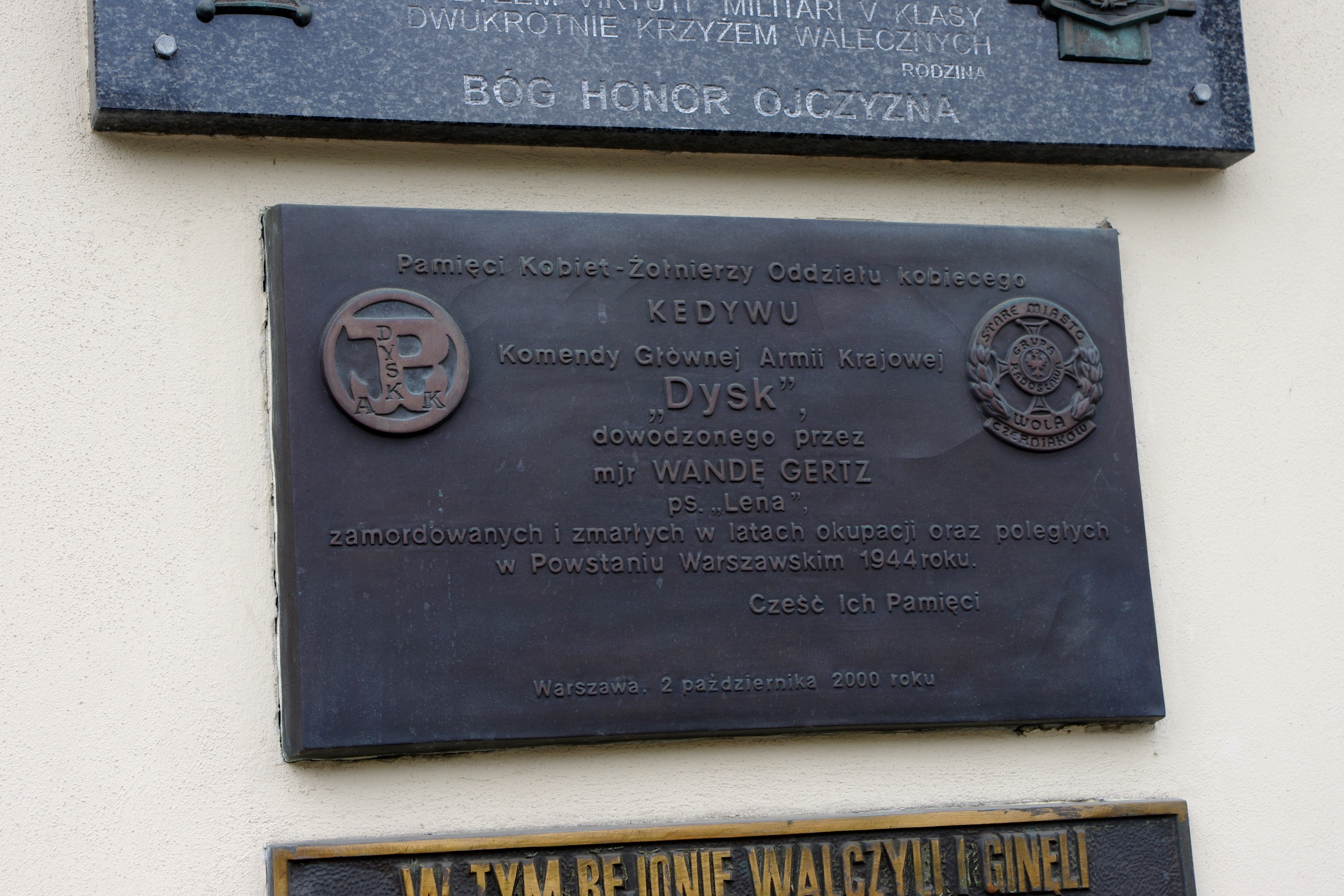
Дошка пам'яті Ванди Ґерц у церкві Івана Хрестителя, Варшава.

Після капітуляції Німеччини  служила інспектором для жінок-солдатів Армії. Вона подорожувала по Німеччині та Італії на пошуки переміщених польських жінок. З травня 1946 року по лютий 1949 року вона була частиною польського корпусу для переселення, працюючи інспектором жінок-солдатів на півночі Англії.   Після демобілізації Ґерц працювала в їдальні до своєї смерті від раку 10 листопада 1958 року.  У 1960 році її прах був вивезений до Польщі та похований на Військовому кладовищі Повозьких у Варшаві.  

## Публікації
- W pierwszym pułku artylerii - Służba Ojczyźnie - "У першому полку артилерії - служба вітчизні", Варшава, 1929

## Нагороди
- Срібний хрест Virtuti Militari
- Лицарський хрест ордена Polonia Restituta (Krzyż Kawalerski Orderu Odrodzenia Polski), нагороджений посмертно
- Хрест доблесті - Кжиж Валечнич, п'ять разів, вперше в 1921 році [7] [8]
- Хрест Незалежності - Krzyż Niepodległości, з мечами
- Золотий хрест за заслуги з мечами - Krzyż Zasługi z Mieczami